# Subzonic
Subzonic war eine aus acht Musikern bestehende Schweizer Musikband.

## Geschichte
Die Multikulti-Band wurde 1992 von Roman Camenzind (Gitarre, Gesang) und seinem Schulkameraden Arsi Montsenigos (Gitarre) gegründet. Schon nach kurzer Zeit wurde die Band durch Dani Weber (Bass) verstärkt. Es folgten Daniel „Soldi“ Soldenhoff (Sprechgesang), Fredy Espejo (DJ & Spanischer Sprechgesang), Christian Bisang (Schlagzeug) und Oliver Götze (Keyboard). 1996 stiess die Sängerin Myrto Joannidis als achtes Bandmitglied dazu. 1997 erschien mit „Subzonic“ ihr erstes Album. Ihr Debütalbum erreichte Platz 33 in den Schweizer Charts und blieb insgesamt acht Wochen lang in den Top 50.
Den Durchbruch schaffte die Band 1999 mit dem in der Schweiz erfolgreichen Song „Titelgschicht“, dem Soundtrack zum Film „Exklusiv“. Er stiess bis auf Platz 2 der Schweizer Single-Hitparade vor und erreichte Goldstatus.
Im Frühling 2005 löste sich die Band auf. Am 30. April 2005 trat sie anlässlich des „Festival im HB“-Events zum letzten Mal auf. Am 6. Mai 2005 fand das definitive Abschiedskonzert im kleinen und persönlichen Rahmen im Mascotte Zürich statt.
Die Band komponierte ihre Lieder grossteils auf Schweizerdeutsch, aber auch auf Spanisch (Fredy Espejo), Griechisch (Arsenios Montsenigos) und einen einzigen Song auf Englisch ('I Feel').
Musikalisch bewegte sich Subzonic auf einem einzigartigen Mix aus Hip-Hop, Rock und melodiösem Pop.
Subzonic zählen neben G-Punkt und Merfen Orange zu den Begründern der „Neuen Schweizer Mundart“.
Roman Camenzind arbeitet seit der Auflösung der Band als Produzent für Schweizer Musiker wie Myrto, Baschi oder die Lovebugs. Die Sängerin Myrto Joannidis veröffentlichte seither zwei Solo-Alben. Fredy Espejo machte sich nach der Trennung als Designer selbständig und gründete das JANUAR Designbureau.

## Diskografie

### Alben
| Jahr | Titel      | Höchstplatzierung, Gesamtwochen, AuszeichnungChartsChartplatzierungen (Jahr, Titel, Platzierungen, Wochen, Auszeichnungen, Anmerkungen) | Anmerkungen |
| Jahr | Titel      | CH | Anmerkungen |
| ---- | ---------- | --- | ----------- |
| 1997 | Subzonic   | CH39 (8 Wo.)CH |             |
| 1999 | Update ’99 | CH12 Gold · (39 Wo.)CH |             |
| 2000 | Achterbahn | CH2 Gold · (45 Wo.)CH |             |
| 2002 | Stereo     | CH7 Gold · (10 Wo.)CH |             |

### Kompilationen
| Jahr | Titel       | Höchstplatzierung, Gesamtwochen, AuszeichnungChartsChartplatzierungen (Jahr, Titel, Platzierungen, Wochen, Auszeichnungen, Anmerkungen) | Anmerkungen |
| Jahr | Titel       | CH | Anmerkungen |
| ---- | ----------- | --- | ----------- |
| 2005 | Rückspiegel | CH11 (9 Wo.)CH |             |

### Singles
| Jahr | Titel Album                | Höchstplatzierung, Gesamtwochen, AuszeichnungChartsChartplatzierungen (Jahr, Titel, Album, Platzierungen, Wochen, Auszeichnungen, Anmerkungen) | Anmerkungen |
| Jahr | Titel Album                | CH | Anmerkungen |
| ---- | -------------------------- | --- | ----------- |
| 1999 | Unglück im Päch Update ’99 | CH38 (9 Wo.)CH |             |
| 1999 | Titelgschicht Update ’99   | CH2 Gold · (33 Wo.)CH |             |
| 2000 | Spiegelbild Achterbahn     | CH14 (12 Wo.)CH |             |
| 2000 | Wiehnachzong               | CH25 (6 Wo.)CH |             |
| 2001 | Baby Achterbahn            | CH26 (14 Wo.)CH |             |
| 2002 | Eldorado Stereo            | CH30 (11 Wo.)CH |             |

Weitere Singles
- 2001: Vogelfrei
- 2002: Cruise

## Auszeichnungen
- 1999 Prix Walo als Newcomer[4]
- 2001 Comet